# Bitwa o Borneo (1941–1942)
Bitwa o Borneo (1941–1942) – udana kampania przeprowadzona przez cesarskie siły japońskie, w celu zdobycia kontroli nad wyspą Borneo i tym samym ujarzmieniu Sarawaku, Borneo Północnego oraz Kalimantanu, który był częścią Holenderskich Indii Wschodnich. Główną jednostką japońską wyznaczoną do zdobycia tych rejonów była 35. Brygada Piechoty, dowodzona przez generała majora Kiyotake Kawaguchi.

## Preludium

### Krótki rys historyczny
W październiku 1940 roku w Singapurze odbyła się narada poświęcona obronie protektoratu Sarawak oraz Borneo Północnego. Tereny te należały do Wielkiej Brytanii od 1888 roku. Sarawak, leżący w północno-zachodniej części Borneo, wcześniej znajdował się we władaniu sułtanatu Brunei. W następnych latach stał się brytyjskim protektoratem, natomiast w północnej części Borneo utworzono kolonię brytyjską, która nosiła nazwę Borneo Północne. Centralną część prowincji zajęło terytorium zależne Brunei, zamieszkałe przez muzułmanów. Do lat 30. XX w. Sarawak nie wzbudzał większego zainteresowania władz brytyjskich. Sytuacja uległa zmianie po odkryciu na terenie prowincji olbrzymich złóż ropy naftowej. Wydobycie odbywało się głównie w rejonie Miri i Lutongu. Brytyjczycy nie posiadali rozbudowanych baz wojskowych na terenie Borneo, obrona wyspy miała spoczywać na barkach jednostek stacjonujących w Singapurze. Bezpieczeństwo prowincji postanowiono zwiększyć, rozbudowując system lotnisk polowych. Do 1940 roku powstało pięć lotnisk (Kuczing – największe lotnisko leżące w Bukit Sabir 11 km od Kuczingu, Oya, Bintulu, Mukah oraz Miri). Plany obrony Sarawaku opierające się głównie na lotnictwie zaaprobował głównodowodzący na Dalekim Wschodzie marsz. sir Robert Brooke-Popham. W razie ataku nieprzyjaciela obrona miała się skoncentrować w rejonie lotniska Bukit Sabir. Brytyjczycy i Holendrzy całkowicie zignorowali strategiczne położenie geograficzne Borneo, nie biorąc pod uwagę faktu, że opanowanie wyspy daje Japończyków kontrolę nad całymi Holenderskimi Indiami Wschodnimi. Borneo było bowiem idealną bazą do przeprowadzania dalszych operacji desantowych na Sumatrze, Jawie i na Celebesie.

### Siły, plany i przygotowania aliantów
Brytyjczycy utrzymywali w Sarawaku słaby lokalny garnizon, składający się głównie z jednostek policyjnych i technicznych obsługujących lotniska. Na konferencji singapurskiej, która odbyła się w październiku 1940 roku zaakceptowano plany zniszczenia instalacji naftowych w razie desantu wojsk japońskich. Problem polegał jednak na tym, że nie dysponowano żadnymi oddziałami mogącymi stawić opór Japończykom i następnie zniszczyć infrastrukturę przemysłową. Zapadła decyzja o wysłaniu 2. batalionu 15. pułku Punjab (2/15 Punjab), baterii artylerii z pułku Hong Kong-Singapore Royal Artillery oraz oddziału wydzielonego z 35. kompanii saperów. Siłami tymi oraz całą lądową obroną Sarawaku i Borneo Północnego miał dowodzić płk Charles Lane. W grudniu 1940 roku do Miri przybyła pierwsza kompania z 2/15 Punjab, ostatni żołnierze tego batalionu przybyli do Sarawaku w maju 1941 roku. Łącznie 2/15 Punjab liczył 1050 żołnierzy i oficerów.
Po przybyciu pierwszych oddziałów 2/15 Punjab zostały one rozmieszczone w rejonie Miri (Miri Detachment): 1. kompania z 2/15 Punjab, bateria artylerii z HK-S Royal Artillery, pluton saperów oraz w rejonie lotniska Bukit Sabir (Kuching Detachment) 6 plutonów z 2/15 Punjab. Gubernator Sarawaku (miał także tytuł radży Sarawaku) sir Charles Vyner Brooke wyraził zgodę na organizację oddziałów ochotniczych składających się głównie z tubylców (głównie z plemion Ibanów i Dajaków) oraz Europejczyków przybywających na terenie prowincji. Oddziały te nazwano Sarawak Rangers, ich liczebność wynosiła 1500 ludzi. Z tych sił oraz jednostek brytyjskich (2/15 Punjab oraz Coastal Marine Service) utworzono Sarawak Force (SAFOR), liczące ogółem 2565 żołnierzy. Całością tych sił dowodził płk Lane, natomiast nadzór nad przygotowaniami do obrony sprawował sekretarz obrony Sarawaku J.L. Noakes. We wrześniu 1941 roku w stolicy Sarawaku, Kuchingu, doszło do spotkania przedstawicieli administracji brytyjskiej i holenderskiej na Borneo. Jego celem było uzgodnienie wspólnych planów obrony przed japońską inwazją. Opracowany plan obrony zakładał, że w razie inwazji siły obrońców zostaną skoncentrowane w rejonie lotniska Bukit Sabir. Obszar ten miał być broniony możliwie jak najdłużej. W przypadku załamania się obrony należało zniszczyć wszystkie urządzenia na lotnisku, a następnie wycofać się do dżungli w rejon gór Müllera i przejść do działań partyzanckich. Przewidywano, że w wypadku, gdy siły desantowe będą liczyć 5 tys. żołnierzy, korzystniej będzie wycofać się z całością sił w głąb lądu i czekać na posiłki z Singapuru. Plan obrony był bardzo realistyczny. W końcu listopada 1941 roku do Sarawaku przybył z dwudniową inspekcją gen. Arthur Percival, którego celem było zapoznanie się z możliwościami obrony prowincji. Po zapoznaniu się z planem obrony całkowicie go odrzucił. Wydał rozkaz, aby wszystkie siły miały zostać skoncentrowane w rejonie lotniska Bukit Sabir, gdzie miała przebiegać główna linia obrony. Aby podnieść morale obrońców, zobowiązał się przysłać kilka armat przeciwlotniczych, co miało zwiększyć siłę obrony.

### Siły japońskie
Zadanie zdobycia Sarawaku otrzymał zespół dowodzony przez gen. Kiyotake Kawaguchi. Siły inwazyjne składały się z: 35. Brygady Piechoty, 124. pułku piechoty, 2. samodzielnej kompanii inżynieryjnej, 33. dywizjonu artylerii przeciwlotniczej oraz służb wydzielonych z 18. Dywizji Piechoty stacjonującej w rejonie Kantonu. Cesarska Marynarka Wojenna wydzieliła 10 transportowców osłanianych przez krążownik „Yura” adm. Shintarō Hashimoto oraz 12. dywizjon niszczyciel („Murakumo”, „Shinonome”, „Shirakumo” i „Usugumo”). W desancie miał także wziąć udział 2. Specjalny Morski Oddział Desantowy Yokosuka (był to oddział spadochroniarzy podległych organizacyjnie marynarce cesarskiej). Wsparcie zapewniał zespół okrętów pod dowództwem adm. Takeo Kurity składający się z 2 ciężkich krążowników („Kumano” i „Suzuya”) oraz 2 niszczycieli („Fubuki” i „Sagiri”).

## Bitwa

### Zajęcie Sarawaku i Borneo Północnego, Zachodniego oraz Środkowego

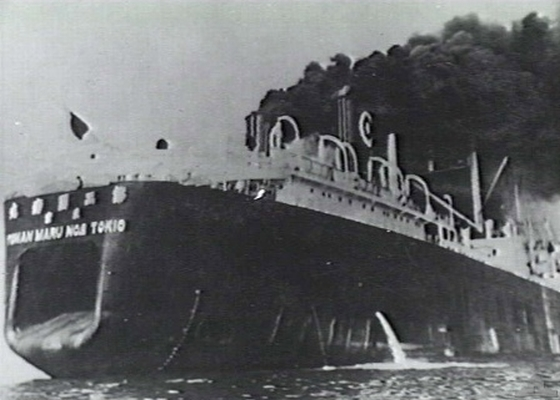
Japoński transportowiec „Tonan Maru”, który został uszkodzony przez holenderski okręt podwodny 22 grudnia 1941 roku przed lądowaniem sił japońskich w rejonie Kuczingu. Zdjęcie wykonano 23 grudnia 1941 roku

Zespół inwazyjny wyszedł w morze 13 grudnia 1941 roku, a 15 grudnia znalazł się w rejonie Borneo. Lądowanie miało się odbyć w rejonie Miri i Serii. Do akcji zostały skierowane dwa ugrupowania, których wyładunek rozpoczął się o godz. 1:00 16 grudnia. Trudne warunki pogodowe sprawiły, że dopiero ok. godz. 5:30 pierwszy zespół zakończył wyładunek żołnierzy pod Miri, a drugi o 6:30 w rejonie Serii. Pierwszy zespół lądujących jednostek japońskich składał się z piechoty morskiej.
Lotnisko w rejonie Miri bronione było przez oddział 50 holenderskich policjantów, którzy nie stawili żadnego oporu. Następnie dwie kompanie piechoty morskiej skierowane zostały do Serii. Japończycy umocnili przyczółek i skierowali się na Lutong, gdzie znajdowały się instalacje naftowe. Walki o opanowanie tych rejonów trwały do 23 grudnia. Japończycy stracili 40 zabitych (głównie w trakcie lądowania z powodu złych warunków pogodowych). Wiadomość o lądowaniu dotarła do dowództwa SAFOR o godz. 9:00 rano 16 grudnia. Jedynymi krokami jakie można było podjąć, było skierowanie lotnictwa w rejon bazowania floty japońskiej. Holendrzy zdołali zatopić jeden niszczyciel i uszkodzić jeden transportowiec. Gen. Kawaguchi postanowił, że z powodu ograniczeń czasowych nie będzie toczył walk w dżungli. Skierował drogą morską jeden batalion piechoty pod dowództwem ppłk. Watanabe w rejon północnego Borneo. Drugi batalion miał przeprowadzić lądowanie w rejonie Kuczingu. Japończycy napotkali jednak pewne trudności. Brytyjczycy zdołali przed wycofaniem się zniszczyć wszystkie jednostki pływające, które mogłyby być wykorzystane przez wojska japońskie. Dopiero 31 grudnia ppłk. Watanabe zdołał obsadzić dwie łodzie rybackie (zaledwie dwa plutony piechoty) i skierował się na wybrzeże Brunei. Sułtanat został zdobyty 1 stycznia 1942 roku. Następnie Japończycy skierowali się na Jesselton (od 1968 roku Kota Kinabalu), gdzie w ich ręce dostało się kilka dużych jednostek pływających. Pozwoliło to zorganizować zespół desantowy. 8 stycznia 1942 roku dwie kompanie piechoty zdołały wylądować w rejonie Sandakanu. Stolica Borneo Północnego została poddana przez gubernatora Roberta Smitha 19 stycznia 1942 roku. 24 stycznia zdobyto Datu, a 31 stycznia Lahad Datu. W trakcie tych operacji zespół ppłk. Watanabe nie poniósł żadnych strat bojowych.
Drugi zespół, którego zadaniem było lądowanie w rejonie Kuczingu, opuścił port w Miri 22 grudnia. W godzinach południowych zespół został wykryty przez lotnictwo holenderskie w odległości ok. 150 mil od rejonu lądowania. Ponieważ lotnictwo holenderskie było w trakcie przebazowania na lotniska znajdujące się na Sumatrze, atak wykonały dość niewielkie siły lotnicze. Do walki włączyły się holenderskie okręty podwodne, które zatopiły dwa transportowce i jeden niszczyciel. Nie przeszkodziło to jednak w lądowaniu. Płk Lane o godz. 18:00 otrzymał meldunek, że flota japońska znajduje się w rejonie ujścia rzeki Santubong. Po przedstawieniu sytuacji dowództwu w Singapurze otrzymał zgodę na zniszczenie lotniska, z zaznaczeniem jednak, że należy utrzymać pozycje tak długo jak to będzie możliwe.
24 grudnia o godz. 9:00 rano na przylądku Sipang wylądował oddział płk. Akinosuke Oka. Japończycy natychmiast napotkali opór Hindusów. Ogień ciężkich karabinów maszynowych początkowo przygniótł Japończyków, jednak ostatecznie napastnicy zdołali złamać opór Hindusów wykorzystując do tego lekkie moździerze. Po południu w rejonie rzeki istniał już silny przyczółek japoński. Celem gen. Kawaguchi było szybkie zdobycie lotniska oraz drogi do Batu Kitang, co odcięłoby drogę odwrotu Brytyjczykom. Lotnisko bronione było przez ok. 400-500 żołnierzy. O północy 24 grudnia stało się ono celem ataku spadochroniarzy japońskich z 2. Yokosuka (pełniących wyłącznie rolę piechoty morskiej). Obronę prowadziły tam dwie kompanie Hindusów. Walka była zacięta, poległo 230 żołnierzy z pułku Punjab, w tym wszyscy oficerowie. Po stronie Japończyków było ok. 100 poległych i 50 rannych. 25 grudnia o godz. 16:40 lotnisko zostało zajęte. Oddziały płk. Oka skierowały się do Kuczingu, który został zdobyty 26 grudnia. Pozostałe jednostki brytyjskie wycofały się do holenderskiego lotniska Singkawang II. Jego rejon miał stanowić nową linię obrony. Lotniska broniło 750 żołnierzy armii holenderskiej. Siły japońskie, które zostały wydzielone do zdobycia lotniska, składały się z pięciu kompanii. 25 grudnia Japończycy przekroczyli granicę pomiędzy koloniami. Lotnisko zostało zaatakowane wieczorem 26 grudnia. Największy opór stawiali Hindusi, którzy dwukrotnie odmówili kapitulacji. 17 pozostałych przy życiu żołnierzy poddało się dopiero po wyczerpaniu się amunicji. Części żołnierzy holenderskich i hinduskich udało się wydostać z rejonu walk i skierować się do Lendo na południowy zachód od lotniska. Było to ostatnie starcie sojuszniczych jednostek na Borneo z wojskami japońskimi w regularnej bitwie. Brytyjczycy i Holendrzy postanowili się przedzierać przez dżunglę do południowego wybrzeża wyspy, aby później przedostać się statkami na Jawę. Postanowiono, że wszystkie oddziały podzielone zostaną na zgrupowania, pierwszym miał dowodzić mjr Milligan, dowódcą drugiego był płk Ross-Thompson. Celem było dotarcie do miejscowości Sampit, skąd chciano nawiązać kontakt radiowy z jednostkami na Jawie. W rejon Sampit dotarło 104 żołnierzy 2/15 Punjab. Ponieważ Japończycy wylądowali w tym rejonie 7 marca, Brytyjczycy skierowali się do Kotabesi, a następnie do Pandau. Tam otrzymano wiadomość, że jednostki holenderskie skapitulowały na Jawie. Pod koniec marca oba zgrupowania spotkały się w rejonie Pangkalanbun. Większość żołnierzy chorowała na choroby tropikalne, kończyła się także amunicja, w tej sytuacji dowódcy postanowili skapitulować. Jednostki brytyjskie skapitulowały 1 kwietnia 1942 roku.

### Walki Japończyków z wojskami holenderskimi w Borneo Wschodnim i Zachodnim
Po zajęciu Sarawaku i Borneo Północnego wojska japońskie skierowały się przeciwko Holendrom. W rejonie Samarindy znajdowało się lotnisko, które stało się celem kolejnego uderzenia japońskiego. Samarinda II, która znajdowała się pomiędzy Longiram a Melak, była ważnym ogniwem w łańcuchu obrony powietrznej Holenderskich Indii Wschodnich. Lotnisko bronione było przez kompanię piechoty, dywizjon artylerii przeciwlotniczej (4 armaty Bofors kalibru 40 mm), kompanię ciężkich karabinów przeciwlotniczych oraz 5 plutonów milicji. Siły te liczyły ok. 500 ludzi, dowodził nimi mjr. Gérard du Rij van Beest Holle. Komendantem lotniska był mjr. L.C.A. van Dam. Na lotnisku stacjonował dywizjon bombowy 1-VIG-I (11 bombowców Martin B-10) kpt. W. F. H. van Rantwiijka oraz dwie eskadry myśliwskie I-1-VIG-V por. P.A.C. Benjaminsa i II-1-VIG-V por. J. N. Drooga (obie eskadry po 4 myśliwce Brewster B-339D). W trakcie działań nad Borneo Japończycy odkryli lotnisko holenderskie dopiero 24 stycznia 1942 roku. Natychmiast stało się ono celem ataku myśliwców A6M2 Zero. W walce zostały zestrzelone dwa holenderskie B-339D, zaś jeden Zero lądował przymusowo wskutek uszkodzenia przez ogień artylerii przeciwlotniczej. 28 stycznia wskutek kolejnego ataku zniszczone zostały następne dwa B-339D i Holendrzy zdecydowali się na ewakuację lotniska. Na miejscu miał pozostać garnizon, gdyż oficerowie amerykańscy powiadomili Holendrów o dostawie sprzętu lotniczego. W lutym lotnictwo holenderskie wykonało kilkanaście lotów, a 8 marca podjęto ostateczną decyzję o ewakuacji lotniska. 19 marca opuszczony pas startowy przejęli Japończycy. W rejonie pozostały jednak zorganizowane wcześniej holenderskie oddziały partyzanckie. Japończycy nie chcąc angażować swoich sił w ekspedycje karne, płacili lokalnej ludności za zabijanie Holendrów. W kwietniu 1942 większość grup partyzanckich została już zlikwidowana.
Kolejna baza lotnictwa i marynarki znajdowała się w Pontianak na zachodnim wybrzeżu Borneo. Garnizonem dowodził płk. D.P.F. Mars, który miał do swojej dyspozycji 500 ludzi. Garnizon holenderski po załamaniu się obrony brytyjskiej w rejonie Singkawang, został ewakuowany. Japończycy 27 stycznia zajęli Pontianak, podobnie jak i bazy w Sambas, Pemangkat i Ledo. Agresorzy za wszelką cenę chcieli zdobyć wyspę Tarakan oraz Balikpapan. Celem, oczywiście, nie było samo miasto, lecz największy port na Borneo przystosowany do przyjmowania zbiornikowców. Zniszczenie urządzeń portowych byłoby klęską dla wojsk japońskich. W rejonie Tarakan znajdowały się największe złoża ropy naftowej na Borneo.